# Équipe du Mexique de hockey sur gazon
Maillots
L'Équipe du Mexique de hockey sur gazon représente le Mexique dans les compétitions internationales de hockey sur gazon,.

## Histoires dans les tournois

### Jeux olympiques
- 1968 - 16e place
- 1972 - 16e place

### Jeux panaméricains
- 1967 - 6e place
- 1971 -
- 1975 -
- 1979 -
- 1983 - 5e place
- 1987 - 7e place
- 1999 - 7e place
- 2011 - 6e place
- 2015 - 6e place
- 2019 - 7e place

### Coupe d'Amérique
- 2000 - 7e place
- 2004 - 6e place
- 2009 - 6e place
- 2013 - 6e place
- 2017 - 7e place
- 2022 - Qualifié

### Jeux d'Amérique centrale et des Caraïbes
- 1982 -
- 1986 -
- 1990 -
- 1993 -
- 1998 -
- 2002 -
- 2006 - 4e place
- 2010 -
- 2014 -
- 2018 -
- 2022 - Qualifié

### Challenge d'Amérique
- 2021 -

### Ligue mondiale
- 2012-2013 - 1er tour
- 2014-2015 - 35e place
- 2016-2017 - 1er tour

### Hockey Series
- 2018-2019 - 2e tour

## Composition actuelles
La composition suivante pour le Challenge d'Amérique 2021.
Sélections mises à jour au 2 octobre 2021 après le tournoi
Entraîneur :  Pol Moreno
| Numéro | Joueur              | Date de naissance | Âge | Sélections |
| ------ | ------------------- | ----------------- | --- | ---------- |
| 1      | Roberto Orozco (GB) | 24 janvier 1999   | 22  | 3          |
| 3      | Yamil Mendez        | 2 mars 1999       | 22  | 44         |
| 7      | Guillermo Gonzalez  | 22 janvier 1995   | 26  | 16         |
| 8      | Pablo Muñoz         | 18 janvier 1997   | 24  | 4          |
| 9      | Erick Hernández     | 22 août 2000      | 21  | 4          |
| 10     | Alexander Palma     | 1er août 2001     | 20  | 22         |
| 11     | Daniel Rangel       | 3 juin 1997       | 24  | 33         |
| 15     | Francisco Aguilar   | 4 octobre 1989    | 32  | 110        |
| 16     | Luis Gonzalez       | 9 septembre 1997  | 24  | 48         |
| 17     | Daniel Castillo     | 10 mai 1995       | 26  | 60         |
| 19     | Jorge Aguilar       | 1er juillet 1997  | 24  | 22         |
| 20     | Mario Saucedo       | 12 mars 1997      | 24  | 4          |
| 22     | Gonzalo Segura (GB) | 8 décembre 1997   | 24  | 4          |
| 23     | Luis Villegas       | 27 février 2000   | 21  | 29         |
| 24     | Jorge Gomez         | 24 novembre 2000  | 21  | 21         |
| 25     | Juan Sosa           | 4 février 2002    | 19  | 12         |